# Aureliano Chaves
Pour les articles homonymes, voir Chaves.
Antônio Aureliano Chaves de Mendonça (Três Pontas, 13 janvier 1929 — Itajubá, 30 avril 2003) est un homme d'État brésilien, gouverneur du Minas Gerais de 1975 à 1978 et vice-président de la république fédérative du Brésil de 1979 à 1985.

## Biographie
Il est le premier vice-président du régime militaire issu de la société civile depuis Pedro Aleixo (vice-président de Artur da Costa e Silva, qui est empêché d'assumer ses fonctions par les militaires quand le président tomba malade, ce qui provoque l'installation de la junte militaire au pouvoir), prémices d'une ouverture à la démocratie du régime.
Diplômé en ingénierie (électromécanique), il est ministre des Mines et de l'Energie, et encourage le programme de développement de l'alcool comme carburant, le plan Pró-álcool.
Il se présenta à l'élection présidentielle de 1989, pour le PFL (Partido da Frente Liberal).